# Lista siturilor arheologice din județul Harghita - I
Lista siturilor arheologice din județul Harghita - I conține toate siturile arheologice din județul Harghita înscrise în Repertoriul Arheologic Național (RAN) și aflate în localități al căror nume începe cu litera I. RAN este administrat de Ministerul Culturii și Patrimoniului Național și cuprinde date științifice, cartografice, topografice, imagini și planuri, precum și orice alte informații privitoare la zonele cu potențial arheologic, studiate sau nu, încă existente sau dispărute.
Puteți căuta un sit din localitățile care încep cu litera I folosind formularul de mai jos sau puteți naviga prin toate siturile din județ la Lista siturilor arheologice din județul Harghita.
| Cod RAN                                  | Denumire | Localitate                           | Adresă                   | Datare                               | Descoperit | Coordonate                                    | Imagine           | Erori            |
| ---------------------------------------- | --- | ------------------------------------ | ------------------------ | ------------------------------------ | ---------- | --------------------------------------------- | ----------------- | ---------------- |
| 83829.01.01 (Cod LMI: HR-I-m-B-12670.02) | Castrul roman de la Inlăceni - "Cetate" / ansamblu anonim (Categorie: locuire militară) (Tip: Castru de piatră)          | sat Inlăceni, comuna Atid            | Cetate                   |                                      |            | 46°25′36″N 25°07′28″E / 46.42661°N 25.12441°E | Încărcați imagine | Raportați eroare |
| 83829.01.02 (Cod LMI: HR-I-m-B-12670.03) | Castrul roman de la Inlăceni - "Cetate" / ansamblu anonim (Categorie: locuire militară) (Tip: Terme)                     | sat Inlăceni, comuna Atid            | Cetate                   |                                      |            | 46°25′36″N 25°07′28″E / 46.42661°N 25.12441°E | Încărcați imagine | Raportați eroare |
| 83829.01.03 (Cod LMI: HR-I-m-B-12670.01) | Castrul roman de la Inlăceni - "Cetate" / ansamblu anonim (Categorie: locuire militară) (Tip: Așezare civilă)            | sat Inlăceni, comuna Atid            | Cetate                   |                                      |            | 46°25′36″N 25°07′28″E / 46.42661°N 25.12441°E | Încărcați imagine | Raportați eroare |
| 83829.02.01                              | Așezarea preistorică de la Cușmed - "Firtuș" / ansamblu anonim (Categorie: locuire civilă) (Tip: Așezare)                | sat Inlăceni, comuna Atid            | Firtuș                   |                                      |            | 25°07′29″N 46°24′41″E / 25.12474°N 46.4114°E  | Încărcați imagine | Raportați eroare |
| 83829.02.02                              | Așezarea preistorică de la Cușmed - "Firtuș" / ansamblu anonim (Categorie: locuire civilă) (Tip: Așezare)                | sat Inlăceni, comuna Atid            | Firtuș                   |                                      |            | 25°07′29″N 46°24′41″E / 25.12474°N 46.4114°E  | Încărcați imagine | Raportați eroare |
| 83829.02.03                              | Așezarea preistorică de la Cușmed - "Firtuș" / ansamblu anonim (Categorie: locuire civilă) (Tip: Așezare)                | sat Inlăceni, comuna Atid            | Firtuș                   | Celtică                              |            | 25°07′29″N 46°24′41″E / 25.12474°N 46.4114°E  | Încărcați imagine | Raportați eroare |
| 83829.03.01                              | Villa rustica de la Inlăceni - "Culmea lui Istók" / ansamblu anonim (Categorie: locuire civilă) (Tip: Villa rustica)     | sat Inlăceni, comuna Atid            | Culmea lui Istók         |                                      |            |                                               | Încărcați imagine | Raportați eroare |
| 84120.01.01                              | Așezarea Wietenberg de la Ineu - "Grădina Kósa" / ansamblu anonim (Categorie: locuire civilă) (Tip: Așezare)             | sat Ineu, comuna Cârța               | Grădina Kósa             | Wietenberg                           |            | 46°32′50″N 25°45′20″E / 46.54736°N 25.75545°E | Încărcați imagine | Raportați eroare |
| 84120.01.02                              | Așezarea Wietenberg de la Ineu - "Grădina Kósa" / ansamblu anonim (Categorie: locuire civilă) (Tip: Așezare)             | sat Ineu, comuna Cârța               | Grădina Kósa             |                                      |            | 46°32′50″N 25°45′20″E / 46.54736°N 25.75545°E | Încărcați imagine | Raportați eroare |
| 84120.01.03                              | Așezarea Wietenberg de la Ineu - "Grădina Kósa" / ansamblu anonim (Categorie: locuire civilă) (Tip: Așezare)             | sat Ineu, comuna Cârța               | Grădina Kósa             | sec. II- I î.Chr.                    |            | 46°32′50″N 25°45′20″E / 46.54736°N 25.75545°E | Încărcați imagine | Raportați eroare |
| 84120.01.04                              | Așezarea Wietenberg de la Ineu - "Grădina Kósa" / ansamblu anonim (Categorie: locuire civilă) (Tip: Așezare)             | sat Ineu, comuna Cârța               | Grădina Kósa             | sec. IV                              |            | 46°32′50″N 25°45′20″E / 46.54736°N 25.75545°E | Încărcați imagine | Raportați eroare |
| 84120.02.01                              | Așezarea de sec. IV de la Ineu - "Grădina lui Barabás Aron" / ansamblu anonim (Categorie: locuire civilă) (Tip: Așezare) | sat Ineu, comuna Cârța               | Grădina lui Barabás Aron | sec. IV                              |            | 46°32′29″N 25°45′22″E / 46.54132°N 25.75615°E | Încărcați imagine | Raportați eroare |
| 84120.02.02                              | Așezarea de sec. IV de la Ineu - "Grădina lui Barabás Aron" / ansamblu anonim (Categorie: locuire civilă) (Tip: Locuire) | sat Ineu, comuna Cârța               | Grădina lui Barabás Aron |                                      |            | 46°32′29″N 25°45′22″E / 46.54132°N 25.75615°E | Încărcați imagine | Raportați eroare |
| 84120.03.01                              | Așezarea Noua de la Ineu - "Depozitul CAP" / ansamblu anonim (Categorie: locuire civilă) (Tip: Așezare)                  | sat Ineu, comuna Cârța               | Depozitul CAP            | Noua                                 |            | 46°32′31″N 25°45′16″E / 46.54202°N 25.7545°E  | Încărcați imagine | Raportați eroare |
| 84120.03.02                              | Așezarea Noua de la Ineu - "Depozitul CAP" / ansamblu anonim (Categorie: locuire civilă) (Tip: Așezare)                  | sat Ineu, comuna Cârța               | Depozitul CAP            | sec. IV                              |            | 46°32′31″N 25°45′16″E / 46.54202°N 25.7545°E  | Încărcați imagine | Raportați eroare |
| 84120.03.03                              | Așezarea Noua de la Ineu - "Depozitul CAP" / ansamblu anonim (Categorie: locuire civilă) (Tip: Așezare)                  | sat Ineu, comuna Cârța               | Depozitul CAP            | Sântana de Mureș - Cerneahov sec. IV |            | 46°32′31″N 25°45′16″E / 46.54202°N 25.7545°E  | Încărcați imagine | Raportați eroare |
| 85314.01.01                              | Posibila cetate de la Iacobeni - "Mocsvár" / ansamblu anonim (Categorie: construcție) (Tip: Construcție)                 | sat Iacobeni, comuna Plăieșii de Jos | Mocsvár                  |                                      |            |                                               | Încărcați imagine | Raportați eroare |
| 85314.02                                 | Vestigii dacice la Iacobeni - "Katrosa" (Categorie: descoperire izolată) (Tip: obiect izolat)                            | sat Iacobeni, comuna Plăieșii de Jos | Katrosa                  |                                      |            | 46°12′18″N 26°06′37″E / 46.20507°N 26.11034°E | Încărcați imagine | Raportați eroare |
| 85323.01.01                              | Posibila cetate de la Imper - "Cetatea Balmáj" / ansamblu anonim (Categorie: locuire civilă) (Tip: Cetate)               | sat Imper, comuna Plăieșii de Jos    | Cetatea Balmáj           |                                      |            |                                               | Încărcați imagine | Raportați eroare |
| 85323.02.01                              | Minele de aur și plumb de la Imper / ansamblu anonim (Categorie: exploatare/carieră) (Tip: Mină)                         | sat Imper, comuna Plăieșii de Jos    |                          |                                      |            |                                               | Încărcați imagine | Raportați eroare |
| 85323.03                                 | Cristelniță medievală de la Imper (Categorie: descoperire izolată) (Tip: obiect izolat)                                  | sat Imper, comuna Plăieșii de Jos    |                          | sec. XIII                            |            |                                               | Încărcați imagine | Raportați eroare |